# Kanton Jargeau
Kanton Jargeau (francouzsky Canton de Jargeau) je francouzský kanton v departementu Loiret v regionu Centre-Val de Loire. Tvoří ho 10 obcí.

## Obce kantonu
- Darvoy
- Férolles
- Jargeau
- Neuvy-en-Sullias
- Ouvrouer-les-Champs
- Sandillon
- Sigloy
- Tigy
- Vannes-sur-Cosson
- Vienne-en-Val